# Ihosvany Hernández
Ihosvany Hernández est un joueur cubain de volley-ball né le 6 août 1972 à La Havane. Il mesure 2,06 m et joue central. Il fait partie du groupe de joueurs cubains ayant fui leur sélection nationale lors du tournoi de Noël 2001 en Belgique, avec Leonell Marshall, Yasser Romero, Angel Dennis, Ramon Gato et Jorge Luis Hernandez.

## Clubs
| Club                     | Pays     | De        | À         |
| ------------------------ | -------- | --------- | --------- |
| Équipe nationale de Cuba | Cuba     | 1997-1998 | 1997-1998 |
| Cuneo                    | Italie   | 1998-1999 | 1998-1999 |
| Rome                     | Italie   | 1999-2000 | 1999-2000 |
| Parme                    | Italie   | 2003-2004 | 2003-2004 |
| Tarante                  | Italie   | 2004-2005 | 2004-2005 |
| Vérone                   | Italie   | 2005-2006 | 2005-2006 |
| Fenerbahce               | Turquie  | 2005-2006 | 2006-2007 |
| Resovia Rzeszów          | Pologne  | 2007-2008 | 2008-2009 |
| Tomis Constanţa          | Roumanie | 2009-2010 | …         |

## Palmarès
- Championnat d'Italie : 2000
- Coppa Italia : 1999